# 奧爾斯特
奧爾斯特（Alcester，i/ˈɒlstər/）是英格蘭沃里克郡的一個集鎮和民政教區，其歷史起源於羅馬時代。據2011年英國人口普查，奧爾斯特有人口6,273人，比2001年的6,214人略有增加。

## 友好城市
- 法國 瓦莱特